# Brad Dexter
Brad Dexter (en serbi: Бред Декстер, Bred Dekster) (Goldfield, Nevada, 9 d'abril de 1917 – Rancho Mirage, Califòrnia, 12 de desembre de 2002) va ser un actor serbo-estatunidenc, conegut pel seu paper de Harry Luck en Els set magnífics.

## Biografia
Nascut a Goldfield, Nevada, d'ascendència sèrbia. Corpulent, morè i atractiu, en general donaven a Brad Dexter papers secundaris de caràcter rude. Va començar la seva carrera amb el nom de Barry Mitchell. Durant aquells anys va ser boxejador aficionat mentre estudiava interpretació al Teatre Pasadena. Durant la Segona Guerra Mundial es va allistar al Cos d'Aviació de l'exèrcit nord-americà apareixent en films com Winged Victory. La seva carrera a Hollywood va durar més de quatre dècades. Altres pel·lícules en les quals va aparèixer van ser L'últim tren de Gun Hill, Kings of the Sun, o Johnny Cool.
També va ser coneguda la seva amistat amb el cantant i actor Frank Sinatra a partir de 1964 quan presumiblement el va salvar d'un ofegament. Sinatra nedava a la platja al costat de la seva parella quan va començar a ser empès pel corrent. Dexter immediatament va saltar en la seva ajuda i va ser capaç de salvar la vida d'ambdós. A partir de llavors va aparèixer en algunes pel·lícules amb Sinatra, com Von Ryan's Express com Sergent Bostick o None But the Brave. La relació es va refredar, segons Dexter, perquè Sinatra mai no va reconèixer que Dexter li havia salvat anteriorment la vida. Va morir a Ranxo Mirage, Califòrnia, d'enfisema.

## Filmografia
- 1944: Winged Victory
- 1946: Heldorado
- 1947: Simbad, el mariner (Sinbad the Sailor)
- 1952: Macau (Macao)
- 1952: The Las Vegas Story
- 1953: 99 River Street
- 1955: Violent Saturday
- 1955: Untamed
- 1956: Between Heaven and Hell
- 1956: The Bottom of the Bottle
- 1957: The Oklahoman
- 1958: Run Silent, Run Deep
- 1959: L'últim tren de Gun Hill (Last Train from Gun Hill)
- 1960: 13 Fighting Men
- 1960: Vice Raid
- 1960: Els set magnífics (The Magnificent Seven)
- 1961: X-15
- 1961: The George Raft Story
- 1961: Twenty Plus Two
- 1962: Taras Bulba
- 1963: Johnny Cool
- 1963: Els reis del sol (Kings of the Sun)
- 1964: Invitació a un pistoler (Invitation to a Gunfighter)
- 1965: Blindfold
- 1965: L'Express del coronel Von Ryan
- 1965: Bus Riley's Back in Town
- 1965: None But the Brave
- 1973: Jory
- 1975: Xampú (Shampoo)
- 1976: Vigilante Force
- 1977: The Private Files of J. Edgar Hoover
- 1978: House Calls
- 1979: L'hivern assassí (Winter Kills)